# Camp de concentració de Neuengamme
El Camp de concentració de Neuengamme va ser un camp de concentració nazi a Neuengamme, un nucli d'Hamburg, a Alemanya.

## El camp
Del 13 de desembre de 1938 fins a la fi de la Segona Guerra Mundial, el 4 de maig de 1945, fou una extensió del camp de concentració de Sachsenhausen, establerta per les SS a 15 km al sud-est del centre d'Hamburg, a l'actual carrer Jean-Dolidier-Weg. Es calcula que uns 106.000 presoners (9% alemanys i 91% de països ocupats) van passar pel camp, dels quals uns 56.000 van morir sia per les condicions de treball i d'alimentació dolentíssimes sia per accions de matança activa.
Poc després de la creació del camp, la SS va començar l'explotació dels presoners com a ma d'obra a bon preu, tant per vendre'ls a algunes empreses industrials que van crear tallers prop dels camps, com per a les seues pròpies empreses, o a la bòbila al mateix camp. Per a poder transportar les primeres matèries primeres, van fer excavar a ma el Neuengammer Stichkanal, un canal que connectava el camp amb el riu Elba per via del Dove Elbe. Les rajoles havien de servir per als projectes megalòmans de transformar Hamburg en Führerstadt (ciutat del Führer). Tot i disposar d'instal·lacions molt modernes, la productivitat de la bòbila va ser molt baixa per les condicions de treball tan dolentes.
El 26 d'abril de 1945, prop de 10.000 presoners supervivents van ser carregats en quatre vaixells, els transatlàntics de passatgers Deutschland i Cap Arcona i dos grans vaixells de vapor, SS Thielbek i Athen. Els presos estigueren en les bodegues dels vaixells durant diversos dies sense menjar ni aigua. L'ordre de transferir els presoners dels camps a les naus presó la donà el Gauleiter d'Hamburg, Karl Kaufmann, al seu torn per ordres de Berlín. Kaufmann va afirmar més tard davant un tribunal de crims de guerra que els presos estaven destinats a Suècia; però, en el mateix judici, el cap de la Gestapo d'Hamburg, Georg-Henning Graf von Bassewitz-Behr, va dir que els presoners eren destinats a morir en compliment de les ordres de Himmler, i s'ha suggerit que la pla era enfonsar els vaixells amb els presos encara a bord.
El 3 de maig 1945, els vaixells van ser atacats per tres esquadrons de Hawker Typhoon de la Royal Air Force, que creia que els vaixells portaven personal de les SS que estaven sent traslladats a Noruega, i la informació que els vaixells portaven presoners dels camps de concentració no va arribar a temps per aturar l'atac. El Thielbek va ser enfonsat i el Cap Arcona i el Deutschland incendiats i es van enfonsar posteriorment; Els supervivents que van saltar a l'aigua van ser metrallats pels avions de la RAF. Milers de morts van ser arrossegats per les onades mentre l'exèrcit britànic va ocupar l'àrea; els britànics va obligar els presoners de guerra i els civils alemanys a cavar fosses comunes per a desfer-se dels cossos.

## Presoners

### Nombre i origen dels presoners del 1938 al 1945
| País                                        | Homes  | Dones  | Total        |
| ------------------------------------------- | ------ | ------ | ------------ |
| Unió de Repúbliques Socialistes Soviètiques | 28 450 | 5 900  | 34 350       |
| Polònia                                     | 13 000 | 3 900  | 16 900       |
| França                                      | 11 000 | 500    | 11 500       |
| Alemanya                                    | 8 800  | 400    | 9 200        |
| Països Baixos                               | 6 650  | 300    | 6 950        |
| Bèlgica                                     | 4 500  | 300    | 4 800        |
| Dinamarca                                   | 4 800  | -      | 4 800        |
| Hongria                                     | 1 400  | 1 200  | 2 600        |
| Noruega                                     | 2 200  | -      | 2 200        |
| Iugoslàvia                                  | 1 400  | 100    | 1 500        |
| Txecoslovàquia                              | 800    | 580    | 1 380        |
| Grècia                                      | 1 250  | -      | 1 250        |
| Itàlia                                      | 850    | -      | 850          |
| Espanya                                     | 750    | -      | 750          |
| Àustria                                     | 300    | 20     | 320          |
| Luxemburg                                   | 50     | -      | 50           |
| Altres Països                               | 1 300  | 300    | 1 600        |
| Total                                       | 87 500 | 13 500 | 101 000      |
| No inscrits als registres                   | -      | -      | 5 000        |
| Total final                                 | -      | -      | 106 000      |
| Morts                                       | -      | -      | 55 000 (52%) |

### Assassinat a Neuengamme
- Johann Wilhelm Trollmann, boxeador

### Catalans empresonats a Neuengamme
Aquesta llista és incompleta.
- Ramon Alandí Qui (1907) transferit a Ravensbrück, alliberat el 30 d'abril del 1945
- Josep Arbonés i Gallinat, (1903-1945), mort a Neuengamme el 28 de gener del 1945
- Ferran Cristòfol i Rosicarda, (1922-?), desaparegut
- Ramón Duch i Carreras, (1890-1944), mort a Neuengamme el 19 de desembre de 1944
- Josep Font i Ruqué, (1891-1945), mort a Neuengamme el 6 de febrer de 1945
- Salvador Grau i Bibia (o Riba), 1906, alliberat
- Josep Morlans i Mateu, (1905-1944), mort a Neuengamme el 28 de desembre de 1944
- Isidor Pujol (1910-1945), mort a Neuengamme el 21 d'abril de 1945
- Melitó Sala (1999-1945), mort a Neuengamme el 18 de març del 1945
- Armand Sarrien i España, (1921-1945), mort a Neuengamme el 25 de febrer de 1945
- Ernest Susagna (? -?), transferit a Sandbostel, desaparegut
- Josep Torres i Bosch, (1911-1945), mort a Neuengamme el 14 d'abril de 1945
- Benet Triquel i Triquel (1911-?), alliberat el 29 de març del 1945
- Muç Miquel (1902-1945), alliberat; però assassinat poc després.

### Altres presoners
- Fritz Bringmann (1918-2011), comunista, resistent contra la dictatura nazi
- Castan Bun, Antonio. Nascut el 08/02/1908 a Broto (Osca) - Citat a "Livre Mémorial des Déportés de France" de la F.M.D. Tom 2 p 674. Deportat el 21/05/1944 amb destination a Neuengamme (Alemania), morí l'11/1944 a Buchenwald (Alemania) Font: J.O.R.F. n° 035 del 11/02/1993 p 2317 Referencia n°:D-511

### Uns responsables destacats
La SS va destruir sistemàticament els arxius del camp, poc abans l'arribada de l'exèrcit britànic la fi d'abril 1945. També molts van destruir els seus propis passaports i documents que podien conduir a identificar-los. Fins i tot, alguns van fer-se operar per un metge amic el tatuatge d'identificació que duien tots els SS a sota de l'aixella junt amb el seu grup sanguini. Això va dificultar la desnazificació i la persecució judicial dels responsables. Tot i això, els serveis d'indagació dels aliats van poder traçar alguns dels criminals més destacats, sovint ajudats per presoners alliberats que un dia van reconèixer al carrer algun dels seus botxins d'abans.
- Ewald Jauch, SS-Oberscharführer, guarda i relator de 1940 a 1944, del desembre 1944 director de l'extensió a l'Escola del Bullenhuser Damm.
- Max Pauly, SS-Standartenführer, comandant del camp de 1942 a 1945.
- Arnold Strippel, SS-Obersturmführer, des del 1944 responsable general de totes les extensions del camp
- Dr. Alfred Trzebinski, SS-Hauptsturmführer, metge del camp de 1941 a 1945, va abonar i col·laborar als experiments pseudo-mèdics amb nens jueus i presoners concebuts per dr. Kurt Heissmeyer.
- Adolf Speck, comandant de la bòbila.

## Després de la guerra
Alguns dels responsables del camp van ser condemnats per un Tribunal de Guerra, organitzat pels ocupants britànics durant els judicis de la Casa Curio. Molts van poder escapar i amagar-se, continuant una carrera civil a la República Federal Alemanya Pocs van ser inquietats per la justícia alemanya, poblada de jutges que van actuar sota el règim nazi i que van poder continuar la mateixa funció després de la guerra, evidentment poc inclinats a condemnar els seus donadors d'encàrrec al règim abolit.
El camp va transformar-se en presó civil, motiu pel qual és un dels pocs camps a Alemanya on una part dels edificis van conservar-se i serveixen avui dia com a museu commemoratiu. Les barraques centrals, enderrocades, són evocades amb blocs de runes. L'Appellplatz, la plaça central, típica de tots els camps, és una reconstrucció. També subsisteixen la bòbila, el port i uns dels tallers mecànics que van ser organitzats per a companyies privades que utilitzaven presoners com a mà d'obra a bon preu per a la indústria de guerra, tot i pagar una retribució a les Schutzstaffel (SS) pel servei obtingut.

## Galeria

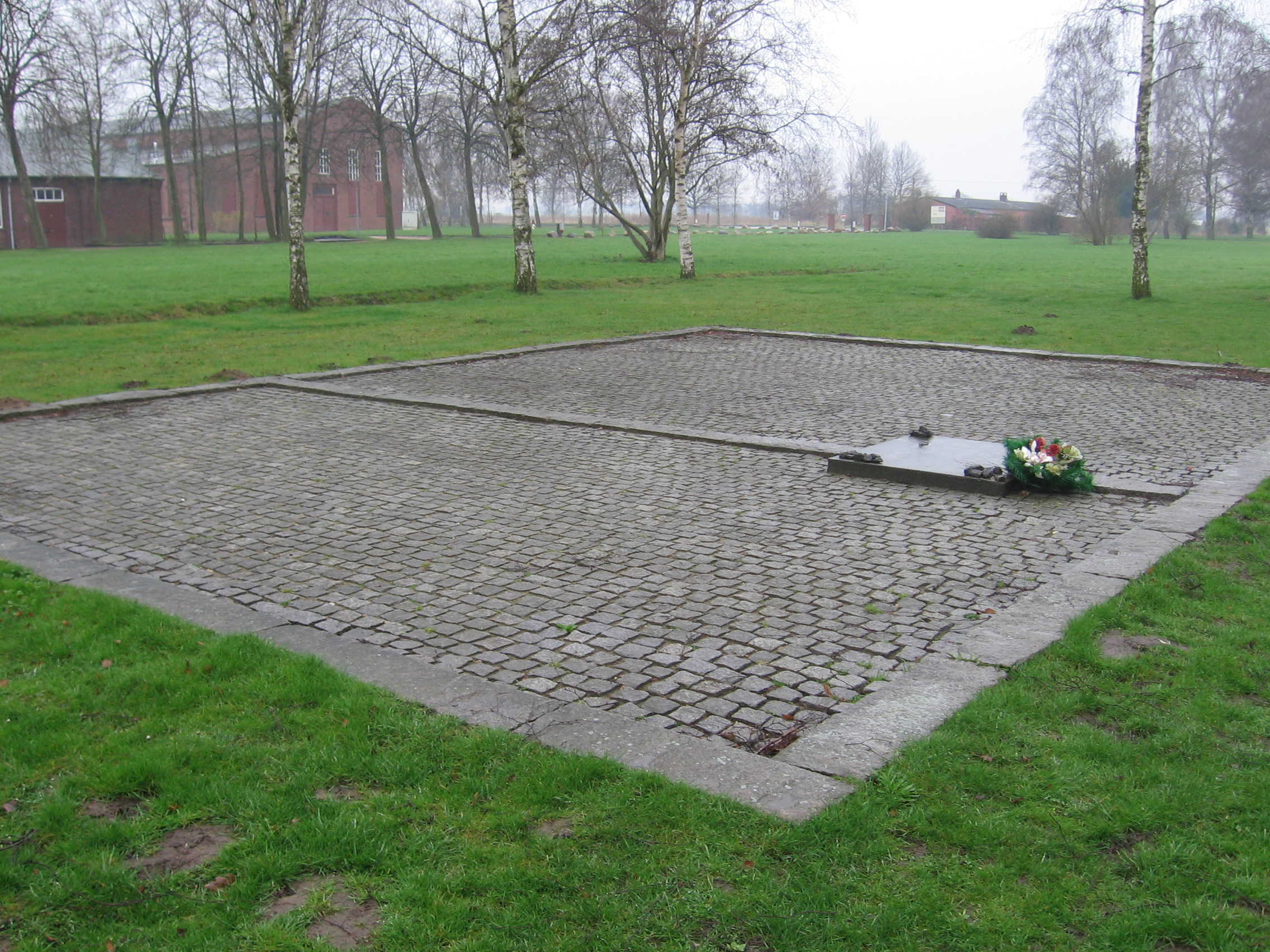
Monument commemoratiu del crematori del camp Neuengamme
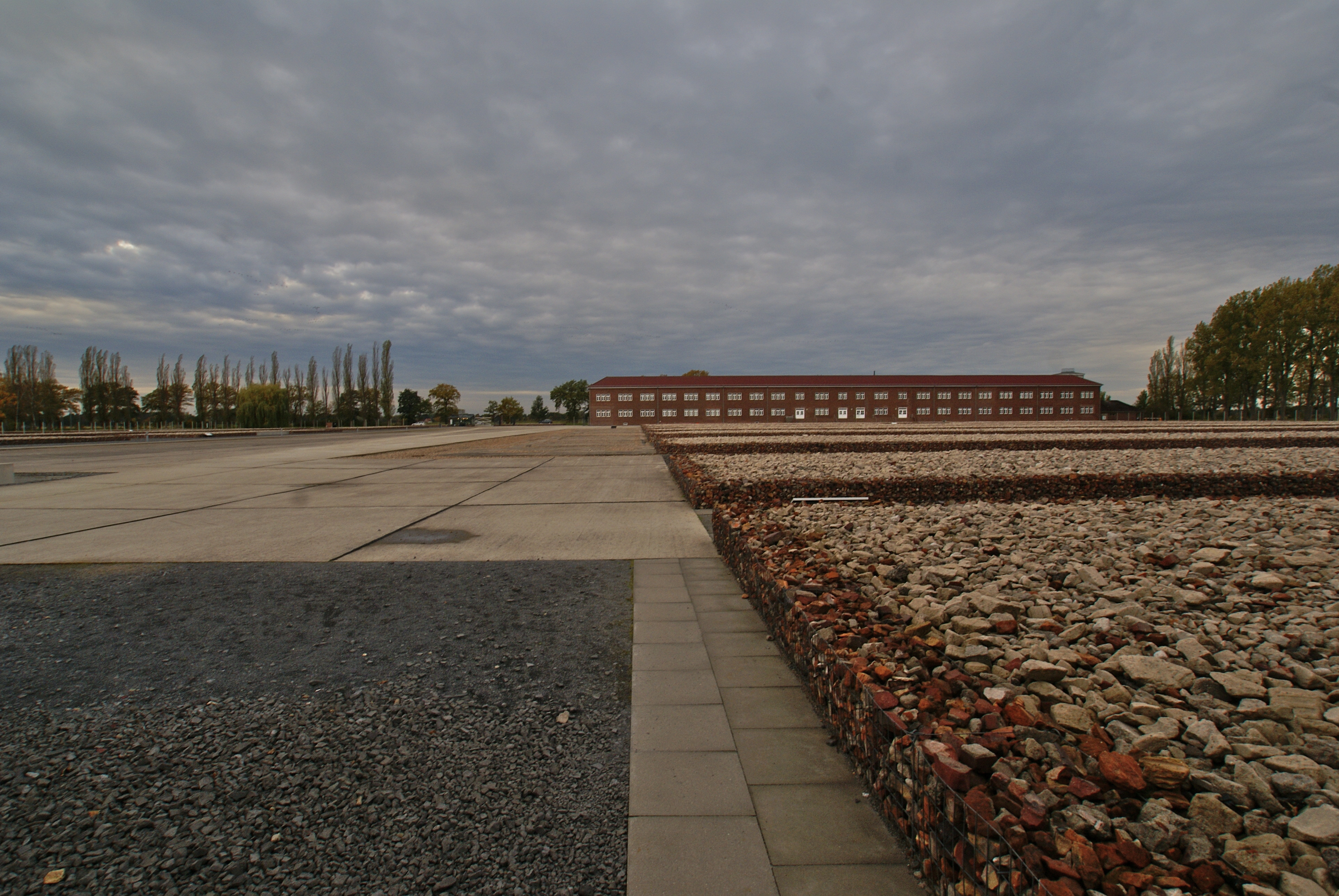
Appellplatz i evocació de les barraques desaparegudes amb enderrocs
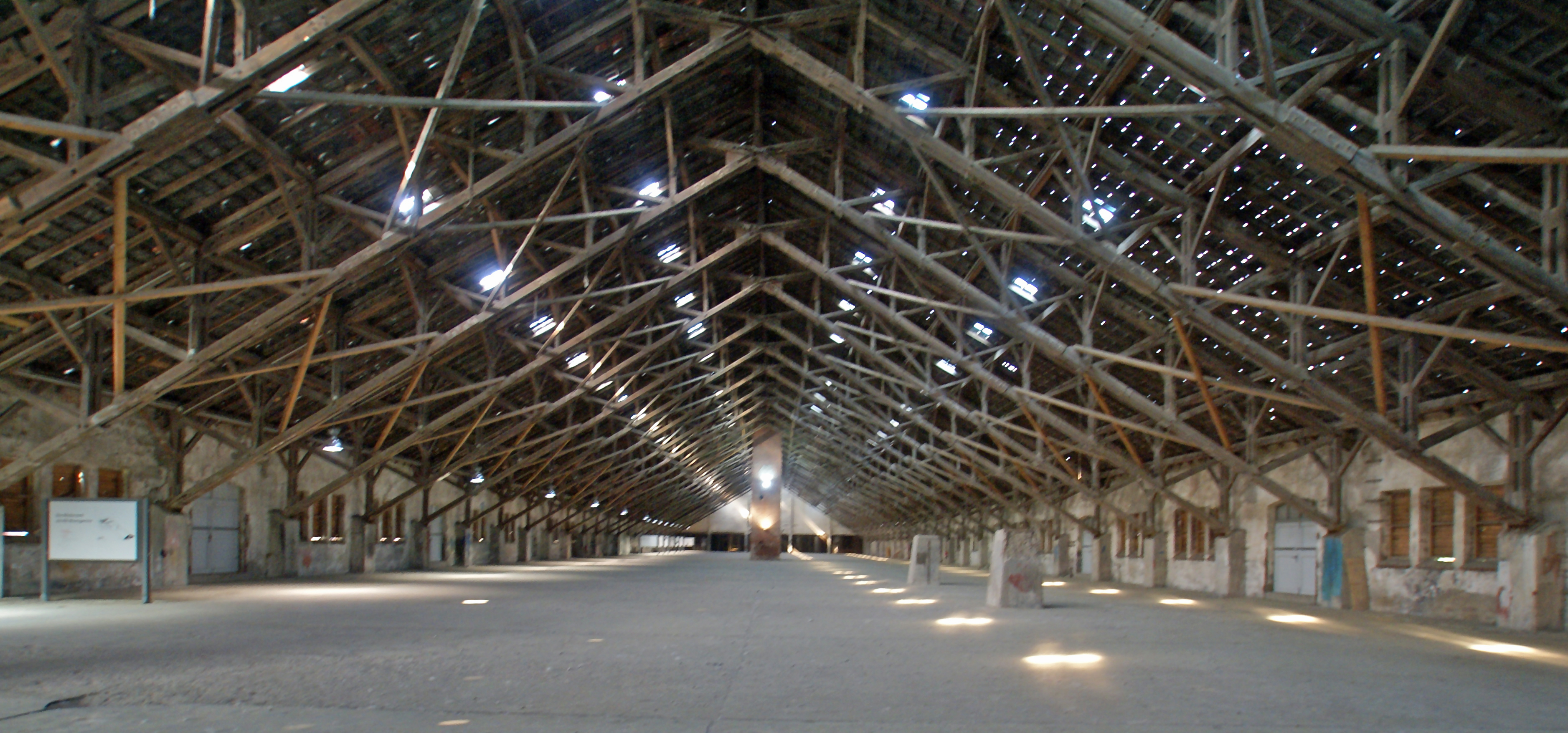
Vista interior del taller oriental de la bòbila
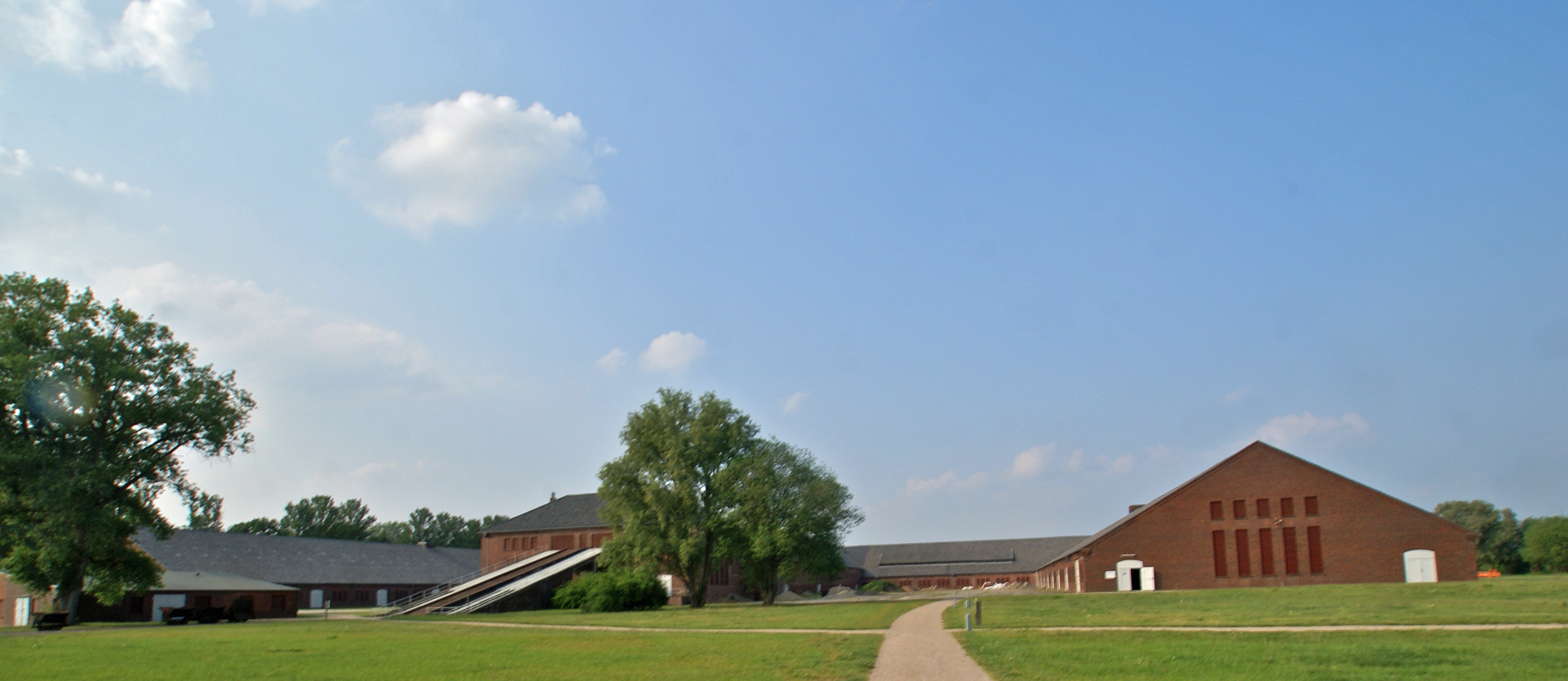
Vista exterior de la bòbila